# Lakner László
Lakner László (Budapest, 1936. április 15. –) a Nemzet Művésze címmel kitüntetett Kossuth-díjas magyar neoavantgárd festő, grafikus.

## Életútja

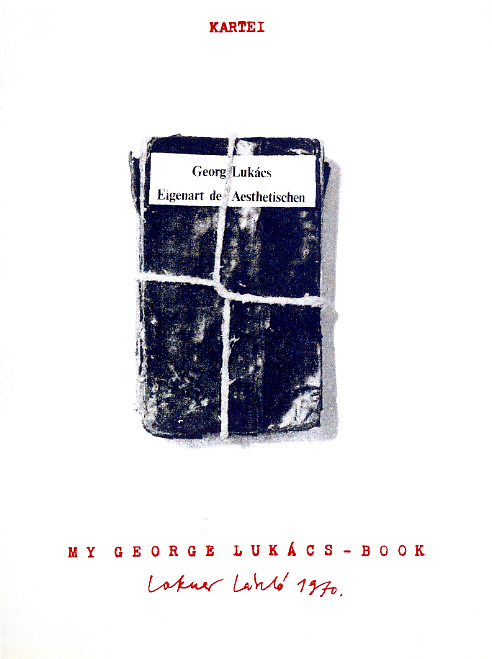
Lakner László, Az én Lukács György könyvem, 1970, fotó/szitanyomat, 70 × 50 cm

A budapesti Képzőművészeti Gimnáziumba járt, ahol Viski Balás László volt a mestere. 1954-ben, az érettségi után a Magyar Képzőművészeti Főiskolán folytatta tanulmányait, itt Pap Gyula és Bernáth Aurél voltak a mesterei. 1958 óta kiállító művész itthon és külföldön. Első tanulmányútja Olaszországba vezetett 1963-ban. 1964-ben megtekintette a velencei biennálét, ahol Robert Rauschenberg művei gyakoroltak rá mély benyomást.
1965-ben Bécsben járt tanulmányúton, 1968-ban az esseni Folkwang Museum egy hónapos ösztöndíjával az NSZK-ban és Svájcban tanulmányozta a képzőművészeteket. 1968-69-ben az Iparterv mindkét tárlatán kiállító művész volt, a hazai neoavantgárdok közt találta meg a helyét. 1972-ben négy hónapot töltött Essenben, ahol a Folkwang Museum vendégházában festett. 1974-ben a berlini DAAD Künstler-programjának ösztöndíját nyerte el, majd 1976-ban a brémai Paula Modersohn-Becker Alapítvány díjával végleg letelepedett az NSZK-ban, ahonnan kijutott New Yorkba 1980-81-ben, s ott is alkotott, s kiállított a PS1 galériában. Napjainkban is Németországban él. Háromszor szerepelt a Velencei Biennálé központi pavilonjában (1972, 1976, 1990), az 1977-es kasseli Documenta három részlegére is beválogatták műveit. Számtalan nemzetközi kiállításon mutatták be alkotásait.

## Munkássága

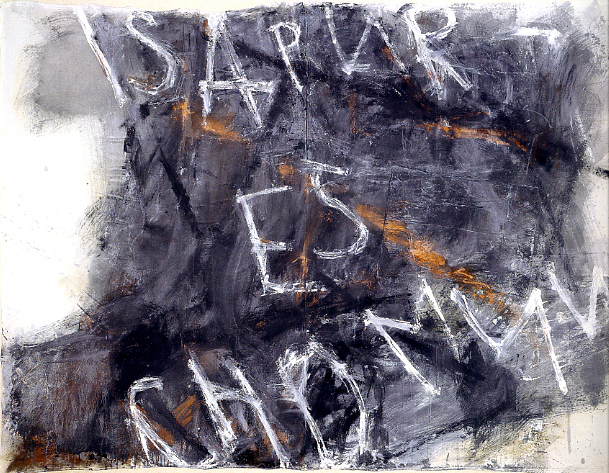
Lakner László, Isa pur, 1982, 260 × 220 cm

A Képzőművészeti Főiskola hallgatójaként a szürnaturalista csoportban játszott szerepet, legjobb barátja Csernus Tibor volt. Itthon is, Németországban is az új képzőművészeti stílusokkal kísérletező kortársak köréhez csatlakozott. Kísérletező típusú alkotó, nem ragadt le egy témánál, egy stílus iránynál, egy fajta technikánál. Pályája kezdetén a hétköznapi élet tárgyait, motívumait festette a szürrealizmus festői nyelvén. Illusztrációkból, kézírásokból, nyomtatott szövegekből, könyvekből merített ihletet és  a történelemből, a hírekből, a való életből. (pl. Varrólányok Hitler beszédét hallgatják, 1960).
Az 1960-as évek közepének alkotásai nála a Rembrandt művészete iránti lelkesedést és a pop-art stílus jegyeit tükrözték. A vietnámi háborús élmények ihletik számos képét, s ennek hatására fordul a keleti kultúra felé, s tanulmányozza annak motívumait, melynek eredménye sokvariációjú rózsa-sorozata.Az 1967-ben két változatban is megfestett Danae c. képe már az 1970-es évek konceptualista stílusának előzménye.
Egyre inkább az európai és a sajátosan magyar történelmi témák foglalkoztatták. A hiperrealizmus lehetőségeit hasznosítva mutatta be iróniával, illusztrációk, fotók, filmkockák nyomán az Orosz forradalmár csoportot vagy a Ganz Mávag Petőfi Brigádját. Duchamp jegyzetei inspirálták, majd Paul Celan lírája, s a könyvek, s az egyik régi magyar nyelvemlék, a Halotti beszéd, a számok, s a kalligráfia egyre nagyobb szerepet kapott művészetében, s a motívumok (köztük rózsa, száj, betű, szám) és az anyagok végtelen sokaságával dolgozott, köztük ceruza, tus, szépia, pác, tempera, olaj, kályhacsőlakk, akril, assemblage, rajz, selyempapír.
A Halotti beszéd és Paul Celan ihlette műveit, Halálfúga sorozatát spontaneitás, a gesztusok fontossága és drámai expresszivitás jellemzi.

## Művei (válogatás)

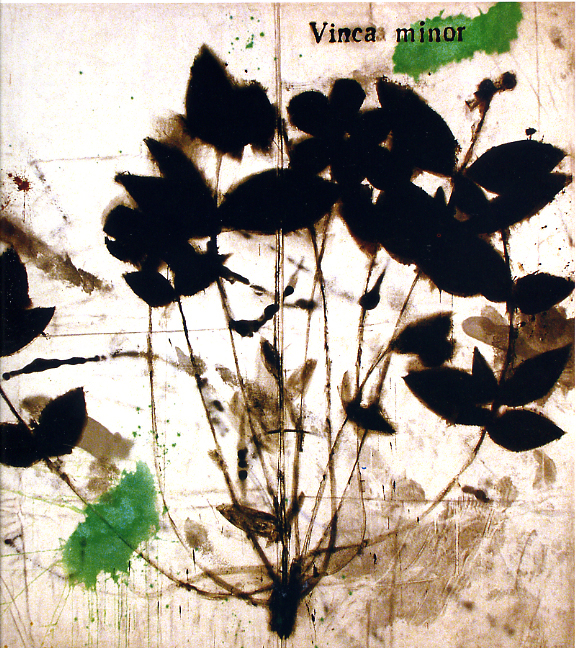
Lakner László, Vinca minor, 1984, olajvászon, 195 × 180 cm, Prof. Monika Grütters gyűjteménye, Berlin

- Varrólányok Hitler beszédét hallgatják (1960); 2011-ben került először közönség elé
- Egy szoba múltja repül (1960–61)
- Hommage à Louise Nevelson (1964)
- Hírek (1964)
- Engedelmesen (Szent István Király Múzeum, Székesfehérvár, 1966)
- Fogoly és felhő (1967)
- Saigon: diptichon (1968)
- Menekülő (1966)
- Rózsa-motívumra 40 darab multiplikációs sorozatot készített (1969)
- Rembrandt-tanulmány (1966)
- Danae (1967)
- Mozdulat (1967)
- Levél Barbarának (1967)
- Száj I. (1969)
- Csontok (Iparterv I. kiállításon bemutatott, 1968)
- Kötél (Iparterv II. kiállításon bemutatott, 1969)
- A forradalom emlékműve (1970)
- Orosz forradalmárcsoport (1970)
- Doszvidányija (1969)- lappang;
- Lukács György-kötet (1970);
- Önarckép önkioldóval (1970), Galleria degli Uffizi, Firenze;
- Esztétikák: könyvobjekt-sorozat (1970-es évek);
- Akció-konceptek, ezekről készült fotók
- Film-konceptek
- Könyvbalták sorozat (1972–)
- Duchamp jegyzetei által inspirált kilenc nagyméretű festmény (1978)
- Könyvreliefek (1980–81)
- Halotti beszéd (Isa pur, 1980–81)
- Halálfúga
- Vers (1986)[1]

## Díjak, elismerések (válogatás)
- Német kritikusok díja (1976)
- Kossuth-díj (1998)
- Prima díj (2014)
- A Nemzet Művésze (2022)

## Külső hivatkozások
- Lakner László, artportal.hu
- Előkerült Lakner László egyik híres képe
- Rockenbauer Zoltán: A megidézett Hitler. Korai Lakner-főmű a Szépművészeti Múzeumban.[halott link]
- Lakner László: Varrólányok Hitler beszédét hallgatják.  Dávid Fehér, 2011. 1.-59. oldal magyarul, 60.-109. oldal angolul
- Lakner László. Dávid Fehér, 2016. 1.-31. oldal magyarul, 32-56. oldal angolul, 57.-135. oldal: Lakner László művei